# Agnaridae
Famille
La famille des Agnaridae est composée de cloportes, c'est-à-dire de crustacés terrestres de l'ordre des Isopoda et du sous-ordre des Oniscidea. Les espèces la composant étaient autrefois placées parmi les Trachelipodidae, puis déplacées parmi les Porcellionidae en 1989, avant d'intégrer cette famille en 2003.

## Liste des genres
Selon World Register of Marine Species (24 mai 2025) :
- Agnara Budde-Lund, 1908
- Desertoniscus Verhoeff, 1930
- Fossoniscus Strouhal, 1965
- Hemilepistoides Borutzky, 1945
- Hemilepistus Budde-Lund, 1879
- Koreoniscus Verhoeff, 1937
- Lucasioides Kwon, 1993
- Mongoloniscus Verhoeff, 1930
- Orthometopon Verhoeff, 1917
- Phalaba Budde-Lund, 1910
- Protracheoniscus Verhoeff, 1917
- Pseudoagnara Taiti & Ferrara, 2004
- Socotroniscus Ferrara & Taiti, 1996
- Tadzhikoniscus Borutzky, 1976
- Tritracheoniscus Taiti & Manicastri, 1985

Selon Schmalfuss (2003) :
- Agnara Budde-Lund, 1908
- Desertoniscus Verhoeff, 1930
- Fossoniscus Strouhal, 1965
- Hemilepistoides Borutzky, 1945
- Hemilepistus Budde-Lund, 1879
- Koreoniscus Verhoeff, 1937
- Lucasioides Kwon, 1993
- Mongoloniscus Verhoeff, 1930
- Orthometopon Verhoeff, 1917
- Protracheoniscus Verhoeff, 1917
- Pseudoagnara Taiti & Ferrara, 2004
- Socotroniscus Ferrara & Taiti, 1996
- Tritracheoniscus Taiti & Manicastri, 1985

Les genres Phalaba et Tadzhikoniscus pourraient également faire partie de cette famille.